# Over-Diemen
Over-Diemen, ontstaan door inpoldering, is een buurtschap in de gemeente Diemen, in de Nederlandse provincie Noord-Holland. De buurtschap werd bij de ingebruikname van het Merwedekanaal in 1892 in tweeën gedeeld. Het telde in 2007 100 inwoners.
De buurtschap Over-Diemen dankte haar naam aan de oever van de Diem en aan de overkant van het dorp Diemen.
De Centrale Diemen is hier gesitueerd.
De buurtschap dient niet te worden verward met het eiland "Overdiem" dat vroeger in het Bijlmermeer lag.